# Storbritanniens historia
Den här artikeln behandlar ön Storbritanniens historia.
Ön Storbritannien befolkades vid istidens slut. Förenade Kungariket, United Kingdom, som på svenska brukar kallas Storbritannien, bildades först 1707.

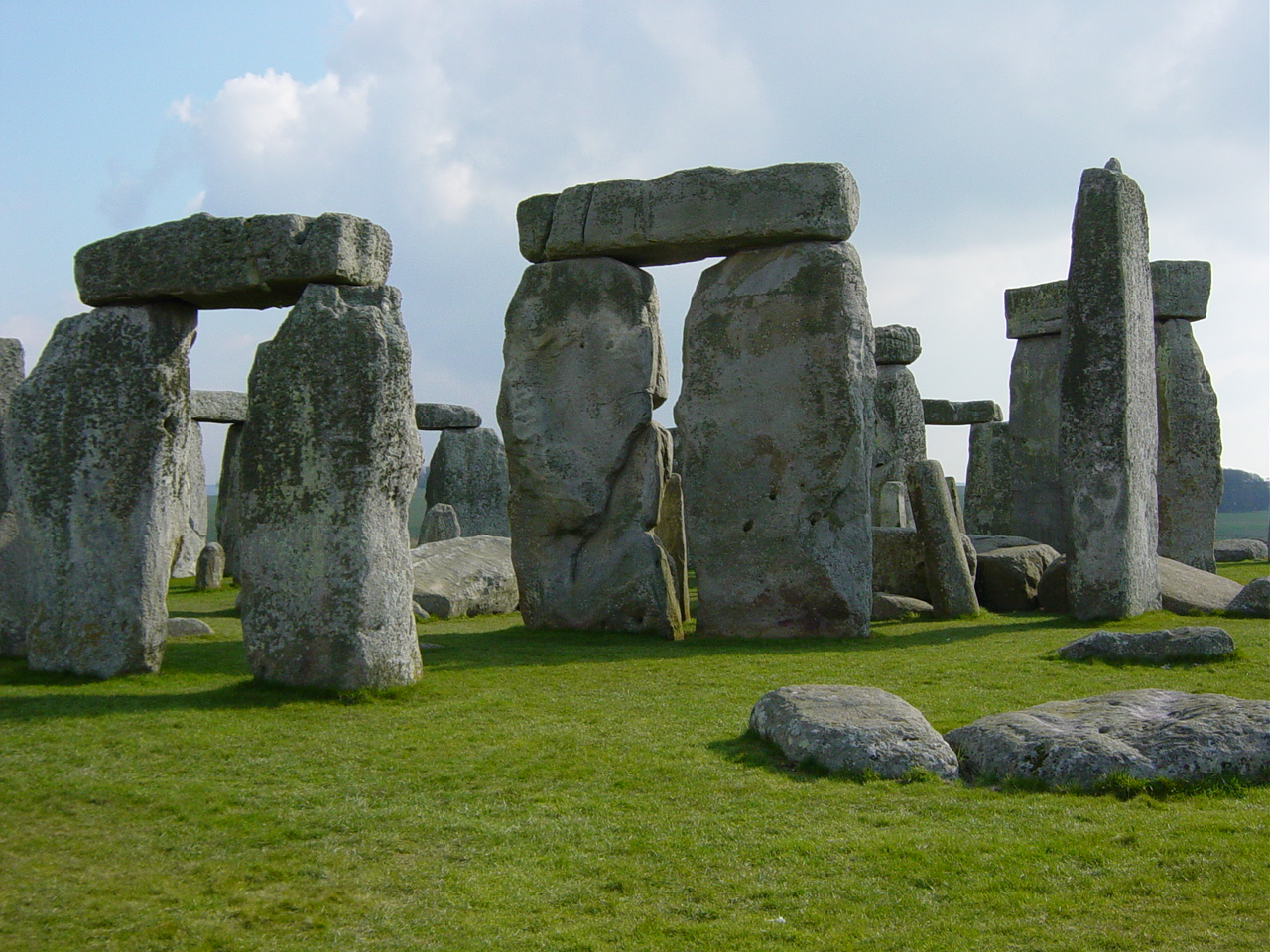
Stonehenge, är ett av Storbritanniens mest kända byggnadsverk. Stensättningen byggdes troligen mellan 2500 f.Kr. och 2000 f.Kr.

## Förhistoria (till år43)
Före romarnas ankomst beboddes öarna av keltiska folk (britanner i söder och pikter i norr). Dessa var besläktade både till språk och kultur med gallerna i nuvarande Frankrike. Kelterna hade troligen kommit till öarna som en krigarelit omkring år 600 f.Kr.. Deras kultur och språk hade sedan antagits av den existerande befolkningen. Få spår av de förkeltiska invånarna finns kvar.
Redan innan England och Wales hamnade under romerskt styre hade en påverkan därifrån börjat märkas. Genom Caesars erövring av Gallien hade deras keltiska grannar på andra sidan Engelska kanalen blivit en del av imperiet och den geografiska närheten medförde en spridning av den påverkan på kulturen det förde med sig. Genom att folkgrupper som bellovaci och belgierna begav sig över kanalen fanns även en mer direkt påverkan.
Det första romerska försöket att erövra Storbritannien gjordes av Julius Caesar år 55 och 54 f.Kr., men det dröjde till kejsar Claudius 43 e.Kr. tills öarna blev romerska. Vid romarnas invasion behärskades öarna av ett relativt stort antal keltiska stammar. De var ofta i strid med varandra och kunde därför bjuda mindre motstånd mot romarna.

## Romartiden (44–410)

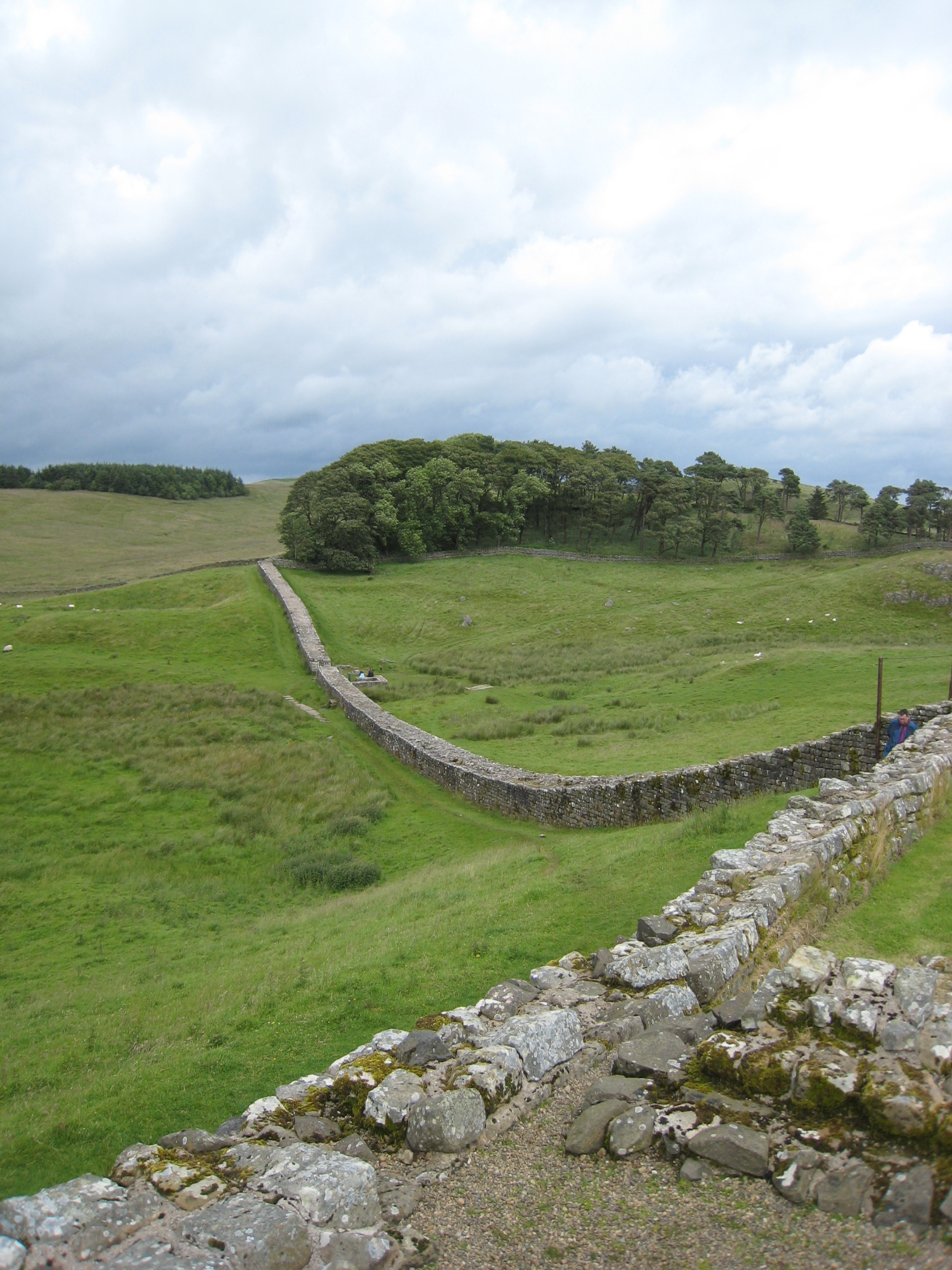
Hadrianus mur.

Under det första århundradet av romerskt styre förekom ett antal uppror. 
Ett av de mer betydande upproren leddes av drottning Boudicca, som var ledare för folkgruppen Iceni. Dessa, tillsammans med folkgrupperna Trinovantes och Catuvellauni skövlade bland annat den romerska huvudorten Londinium, föregångaren till dagens London. Iceni besegrades slutligen i ett slag och drottningen tog sitt liv. Claudius hade inte erövrat hela ön. Skottland kom att förbli utanför det romerska imperiet, men steg för steg erövrades resten av ön. Under Agricula erövrade Wales och i Anglesey förstördes centret för druidkulten. År 84 anfölls romarna av kaledonierna under Calgacus. De blev slagna (troligen vid Aberdeenshire), men de flesta kaledonska soldater lyckades fly.
Under Hadrianus regeringstid byggdes den mur som bär hans namn, Hadrianus mur. Den kom att bli viktig, inte bara som försvarsanläggning, utan även som kommersiellt centrum. Antoninus Pius byggde ytterligare en mur längre norrut, men denna var inte lika avancerad och övergavs snart. Med tiden blev ön mer och mer romaniserad, latin introducerades som skriftspråk, romersk kultur spreds, romersk lag infördes och med tiden kom även kristendomen. Till skillnad från sina grannar på andra sidan kanalen höll dock britterna kvar vid sitt gamla språk, latinet blev bara ett språk för eliten.
Under större delen av tiden under romerskt styre fanns det ett relativt stort antal soldater stationerade på ön. Under 300-talet började ön utsättas för sjöburna attacker av keltiska irländare och germanska saxare, samtidigt som pikterna fortfarande var ett konstant orosmoment i norr. Attackerna tilltog efterhand, samtidigt som hela romarriket blev mer och mer oroligt. Flera kejsare företog resor till Storbritannien, och en del upprorsmän startade sin bana här. Från 402 fick soldaterna ingen lön. År 410 drog så slutligen romarna tillbaka sina militära förband som behövdes på närmare håll; Rom hade plundrats samma år.

## Medeltiden (410–1485)

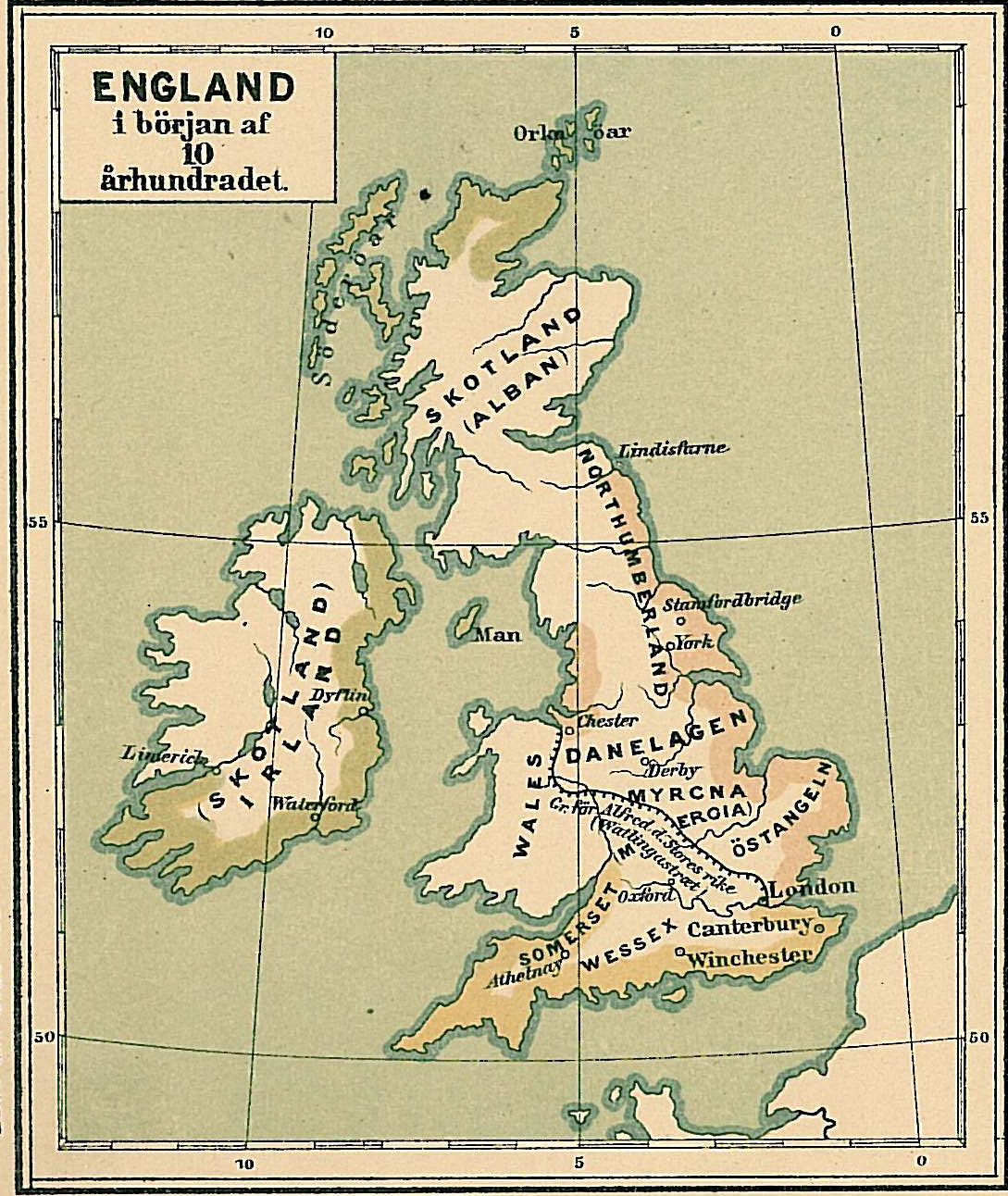
Historisk karta över England i början av 900-talet.

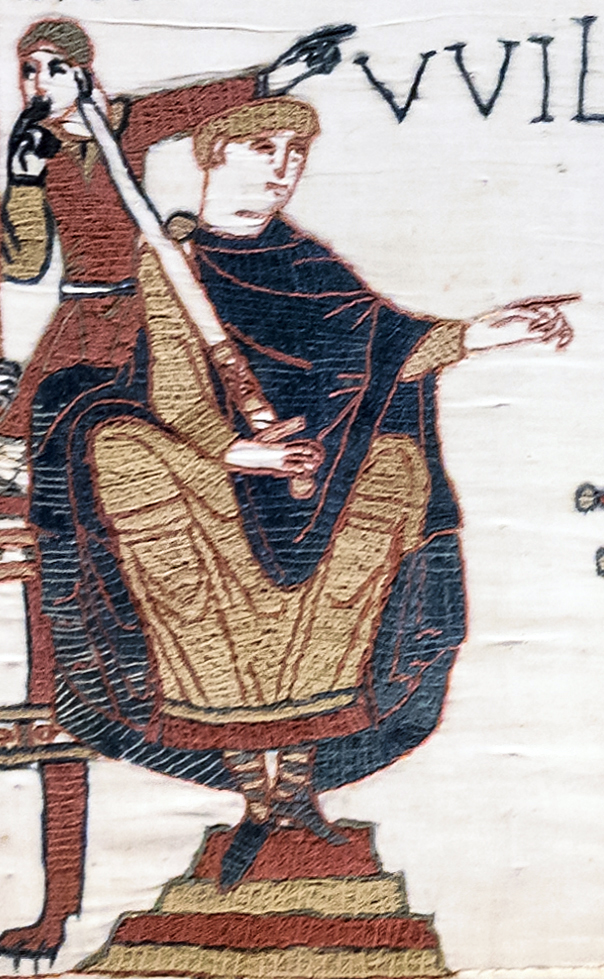
Vilhelm Erövraren på Bayeuxtapeten.

Medeltiden räknas i Storbritannien från Romarrikets kollaps till slutet på rosornas krig. 
Med start under 400-talet etablerade sig gaeler från ön Irland (senare specifikt benämnda skoter) i västra delen av nuvarande Skottland och bildade där kungariket Dalriada. Efter några hundra år av stridigheter med pikterna på norra delen av ön, bildades en enande statsbildning på 800-talet, Alba, föregångare till Skottland. Även kungadömet Strathclyde i söder inlemmades i riket.
Under folkvandringstiden, då romarna hade lämnat Britannia, förföll stadskulturen, och germanska folk - angler, saxare och jutar - anlände från kontinenten och tog över allt större landområden. Eftersom skriften var bortglömd under 400- och 500-talen har historieskrivningen blandats med myter, bland annat om kung Artur. Storbritannien delades upp i många små riken ofta styrda av de olika invandrade folkslagen. Anglosaxare var närvarande på Britanniens östkust på 300-talet, och övertog efter 570-talet stora delar av England (som är uppkallat efter anglerna). Ett dussintal småkungariken växte fram, som snabbt reducerade till sju stycken (se heptarkin). Av dessa blev med tiden Wessex dominerande.
Under 800-talet började nordiska vikingar sina härjningståg mot de brittiska öarna. För att få vikingarna att sluta med härjningarna slöt den anglosaxiska kungen Alfred den store av Wessex ett avtal med vikingarna och överlät allt land nordost om den gamla romerska vägen mellan London och Chester. Vilket gav upphov till namnet Danelagen om området (landet under dansk lag). Se även vikingatiden.
Genom slaget vid Hastings 1066 lyckades normanderna under Vilhelm Erövraren besegra den anglosaxiska kungen Harald Godwinsson och göra sig till herrar över England. Normanderna organiserade landet efter feodalt mönster. Domesday Book, en jordebok som visade skatteinkomsterna i landet, upprättades. Under kung Henrik II erövrades stora delar av västra Frankrike. Konflikten mellan engelska och franska kungar om delar av Frankrike som båda gjorde anspråk på kom dock att pågå under lång tid. Irland erövrades av Henrik II 1171. I praktiken kontrollerade engelsmännen initialt bara ett område runt Dublin som kallades The Pale, men under århundraden utökades successivt engelsmännens kontroll över ön för att till sist göra Irland till en del av förenade kungadömena.   

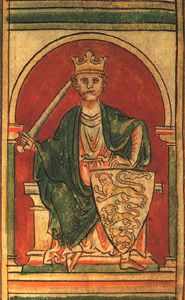
Rikard Lejonhjärta.

Rikard Lejonhjärta fortsatte krigen i Frankrike men deltog även i tredje korståget 1189–1192. England präglades av konflikt mellan de normandiska stormännen och den anglosaxiska befolkningen. Under Henrik III på 1200-talet pågick maktkampen mellan kungen och stormännen, som resulterade i att kungen gick förlorande ur konflikten. Henrik III blev tvingad att inkalla ett riksmöte, som sammankallade adeln, kyrkan men även det övriga folket, commons. Härmed lades grunden till det engelska parlamentet. 
Wales utgjordes under tidig medeltid av ett stort antal kungariken och furstendömen. Det erövrades av Edvard I av England 1282, formellt 1284. Även Skottland var hårt ansatt av England under slutet av medeltiden, men efter de skotska frihetskrigen lyckades landet stadfästa sitt oberoende. 
Den senare delen av medeltiden dominerades också av konflikten mellan engelska kungahuset och franska kungahuset om kontroll över olika områden i Frankrike vilket resulterade i det så kallade hundraårskriget 1337–1453. Konflikten med Frankrike skapade även oro i England. På 1400-talet växte motsättningarna mellan olika grenar av engelska kungahuset, Huset York och Huset Lancaster, för att slutligen gå över i inbördeskriget Rosornas krig åren 1455–1485. 
Under denna krigiska tid präglades England av en snabb social utveckling där det engelska språket spreds inom statsförvaltningen. Textilproduktionen växte upp där vattenkraft och arbetskraft fanns och marknaden för jord och jordbruksproddukter utvecklades. På 1350-talet drabbades brittiska öarna hårt av digerdöden, vilket bland annat resulterade i brist på arbetskraft. Senare delen av medeltiden började handeln utvecklas igen, speciellt inom ullproduktion, väverier och en växande utrikeshandel.

## Tidigmoderna Storbritannien (1485–1707)

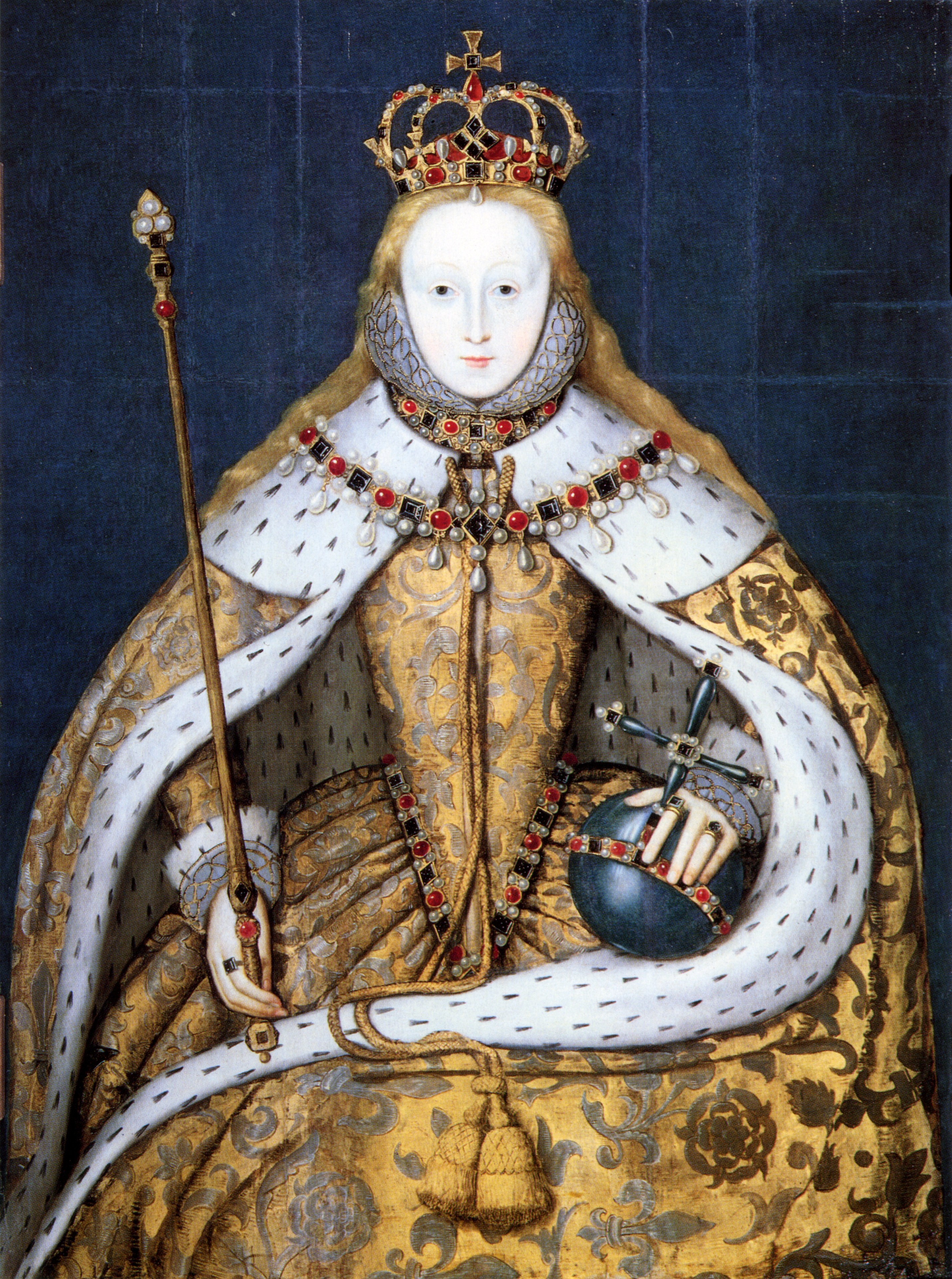
Elisabet I kröning.

Efter medeltiden och rosornas krig kom renässansen till Storbritannien med reformationen. Huset Tudor hade makten. Från 1400-talet började England företa upptäcktsresor. Några kända engelska upptäcktsresande från denna tid är Henry Hudson, Walter Raleigh och Francis Drake. Under 1400-talet minskade högadelns makt och Henrik VIII av England 1509–1547 kom att styra enväldigt varvid statsförvaltningen centraliserades. Under Henrik VIII ökade motsättningen till katolska kyrkan, vars skatter och egendomar kungen drog in under 1530-talet. Henrik VIII införde den anglikanska kyrkan, något som ledde till uppror som dock slogs ner. Henriks VIII dotter Maria I återinförde dock katolicismen efter Henriks död. Maria efterträddes av sin halvsyster Elisabet I, som återinförde den engelska reformerta kyrkan, den här gången för gott. Under Elisabeths regeringstid växte den engelska sjöfarten, handeln och industrin. Englands stöd till protestantismen ledde till konflikt med dåtidens stormakt, Spanien. Efter att Elisabet låtit avrätta Maria Stuart, som blivit avsatt som Skottlands drottning, utbröt krig med Spanien som lät skicka en invasionsarmé mot England. Genom Englands seger över spanska armadan 1588, vann England herraväldet över haven. Engelska sjöfarare tillfogade Spanien svåra skador på deras handel. 
Efter Elisabets död efterträddes hon av Maria Stuarts son Jakob I, varigenom Skottland och England förenades i en personalunion. Under Jakobs regering stärktes kungamakten, men även lågadeln och borgerskapet flyttade fram sina positioner. Motsättningarna växte för att under Jakobs efterträdare Karl I 1625–1649, utbryta i engelska inbördeskriget. Konflikten stod främst om religionen och hur mycket makt kungen skulle ha i landet. Katolikerna hoppades på stöd från kungamakten, medan de reformerta puritanerna vände sig mot kungamakten. Efter många konflikter mellan kungen och parlamentet utbröt inbördeskriget där kungen led nederlag i Naseby 1645 och avrättades 1649. Republik infördes med Oliver Cromwell som ledare (Engelska samväldet). Efter att ha krossat allt motstånd i Skottland och på Irland (som införlivades med England) upplöstes parlamentet och Oliver Cromwell lät sig väljas till lordprotektor. Cromwell styrde därefter enväldigt landet till sin död, 1658. Englands kolonialvälde i Västindien och Nordamerika växte i snabb takt under den här tiden. I Indien upprättades handelsstationer av Brittiska ostindiska kompaniet, som successivt erövrade Indien och drev ut de övriga europeiska konkurrenter. Efter Oliver Cromwell, återuppstod kungadömet Karl II av ätten Stuart som regent. En reaktion skedde mot de åtgärder som införts under republiken, med återställare, då främst inom kyrkan. 1707 genomfördes realunionen med Skottland, varvid dess parlament uppgick i det Engelska och båda länderna förenades i ett rike under namnet Kungariket Storbritannien.

## Det förenade kungariket (från 1707)

### Storbritannien blir ett imperium (1707–1837)
Vid freden efter det spanska tronföljdskriget 1701–1713, erhöll England bland annat Gibraltar, Newfoundland och Nova Scotia. 1714 valdes av parlamentet Georg I av huset Hannover (1714–1727) till kung. Under Georg och hans son kom makten över landet att finnas hos regeringen, det så kallade kabinettet. Under 1700-talet utvecklades parlamentarismen, som innebar att kabinettet under premiärministerns ledning var ansvarig inför parlamentet. Under 1700-talet blev Storbritannien världens starkaste imperium på bekostnad av Frankrike och Spanien. Storbritannien var engagerad i Österrikiska tronföljdskriget 1740–1748. Sjuårskriget som varade mellan 1756 och 1763, var bland annat en följd av Storbritanniens och Frankrikes tävlan om makten över haven och i kolonierna. Kriget slutade med att Frankrike fick lämna sina besittningar i Kanada till Storbritannien. I Indien befäste Storbritannien sin ställning på bekostnad av Frankrike. Storbritanniens kolonier i Nordamerika som växt i ekonomisk betydelse och folkmängd under 1700-talet, startade en frigörelseprocess från moderlandet (amerikanska revolutionen). Konflikten handlade bland annat om hur kolonierna skulle representeras i parlamentet och hur mycket skatt som kolonierna skulle betala till Storbritannien. Konflikten resulterade i Amerikanska frihetskriget. Kriget pågick 1775–1783 och slutade med att de tretton kolonierna blev självständiga från Storbritannien. I freden erkändes koloniernas självständighet av britterna och därmed bildades USA.  
Storbritanniens världshandel, sjöfart och kolonialvälde som växt upp på 1600- och 1700-talen, gjorde att landet gick in i den industriella revolutionen med en stor handelsflotta, mycket större än den närmaste rivalen Frankrike. Övertaget gav tillgång till avsättningsmarknader för Storbritanniens varor och en krigsflotta som kunde skydda landets intressen i alla världsdelar. Detta bidrog till att Storbritannien blev det dominerande landet i världen under 1700-talet och 1800-talet. Utvecklingen av jordbruksmetoder och specialisering av jordbruket under 1700-talet, men även sjöfart och utrikeshandel bidrog till att skapa kapital för att utveckla industrin. Textilindustrin utvecklades snabbt under 1700-talet. Bomullsindustrin fick tillgång till nya innovationer (som Spinning Jenny och ångmaskinen) och hämtade råvaror från kolonierna och Amerika. 
Triangelhandeln mellan Europa, Afrika och Amerika dominerades av brittiska handelsmän och bidrog till välståndsutvecklingen i Storbritannien. 1770 påbörjades kolonisationen av Australien, först som en straffångekoloni för Storbritanniens kriminella och oönskade personer. Slutet av 1700-talet och början av 1800-talet varade en kamp mellan Napoleons Frankrike och Storbritannien om vem som skulle dominera Europa. Kampen fördes både på land och till sjöss. Vid sjöslaget vid Trafalgar (21 oktober 1805) krossades den franska flottan av den brittiska under amiral Horatio Nelson. Den brittiska segern bekräftade vilken överlägsenhet som den brittiska flottan hade byggt upp under 1700-talet. Segern gav Storbritannien absolut sjöherravälde under de efterföljande 100 åren. Napoleonkrigen avgjordes med Napoleon I:s slutliga nederlag vid Slaget vid Waterloo 1815. Från Napoleonkrigen fram till första världskriget 1914 var Storbritannien det militärt, ekonomiskt, politiskt och vetenskapligt ledande landet i världen och dominerade världspolitiken.

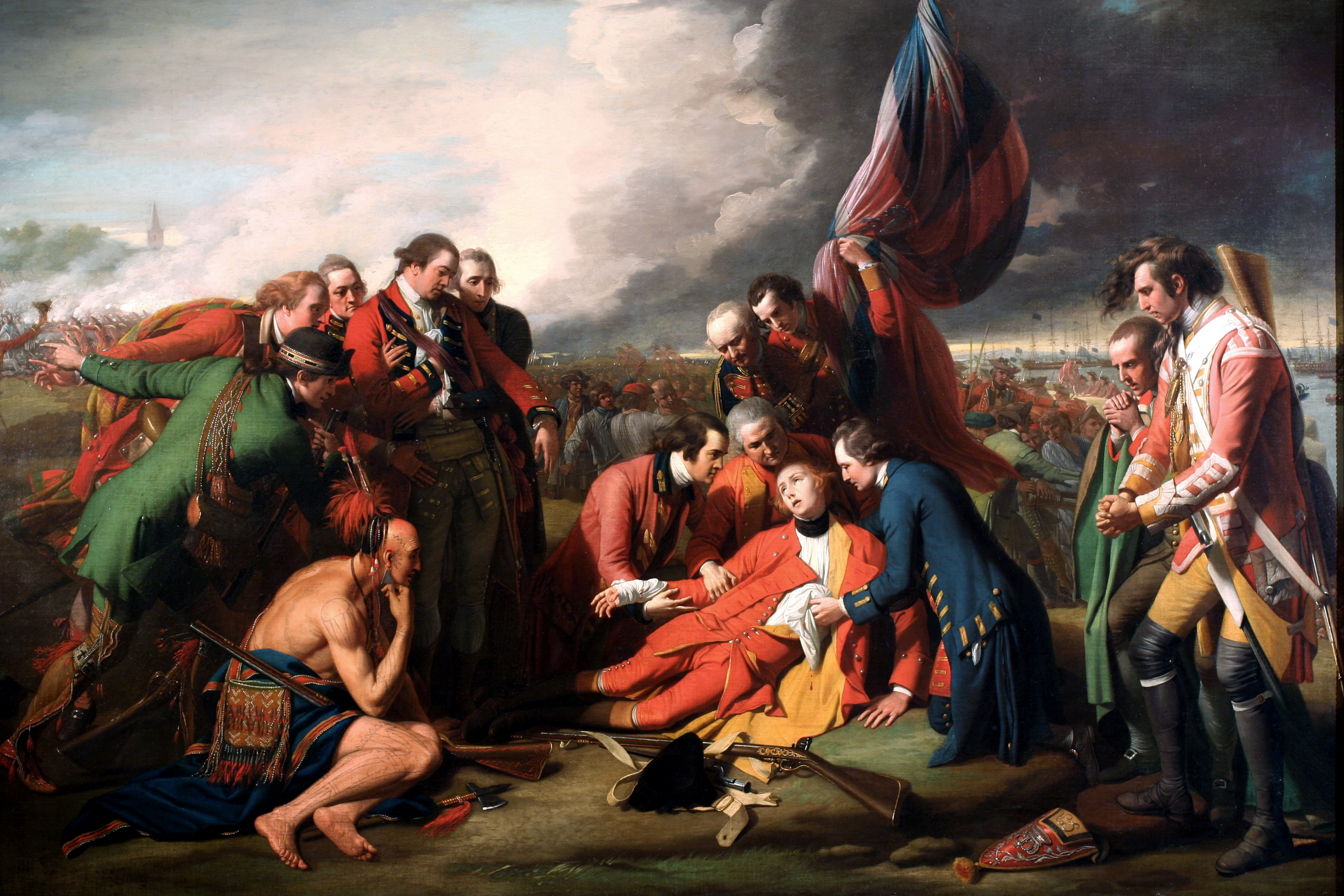
James Wolfe död vid slaget om Québec 1759, Sjuårskriget.
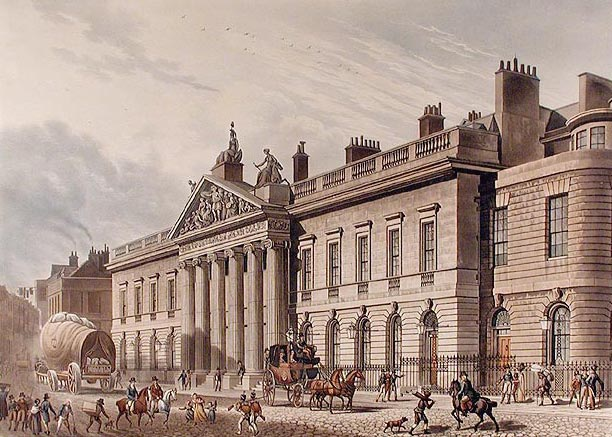
Brittiska ostindiska kompaniets byggnad i London.
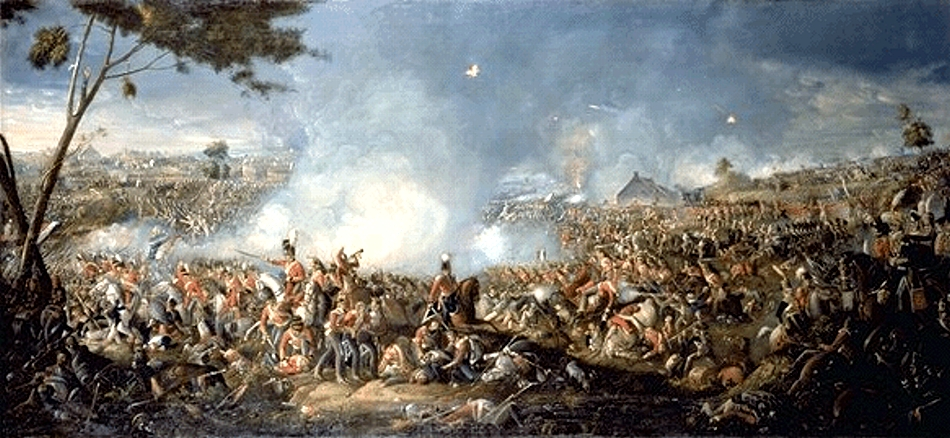
Slaget vid Waterloo den 18 juni 1815.

### Viktoriansk och imperialistisk tid (1837–1914)

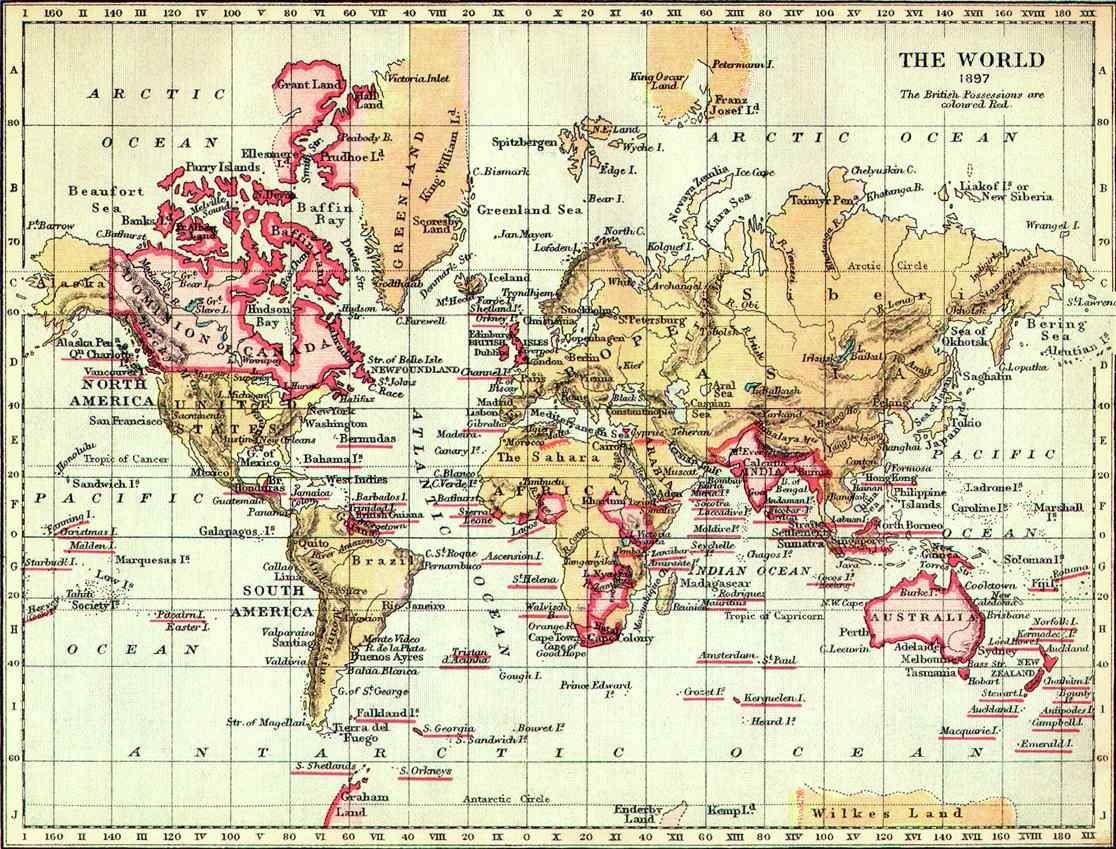
Brittiska imperiet 1897.

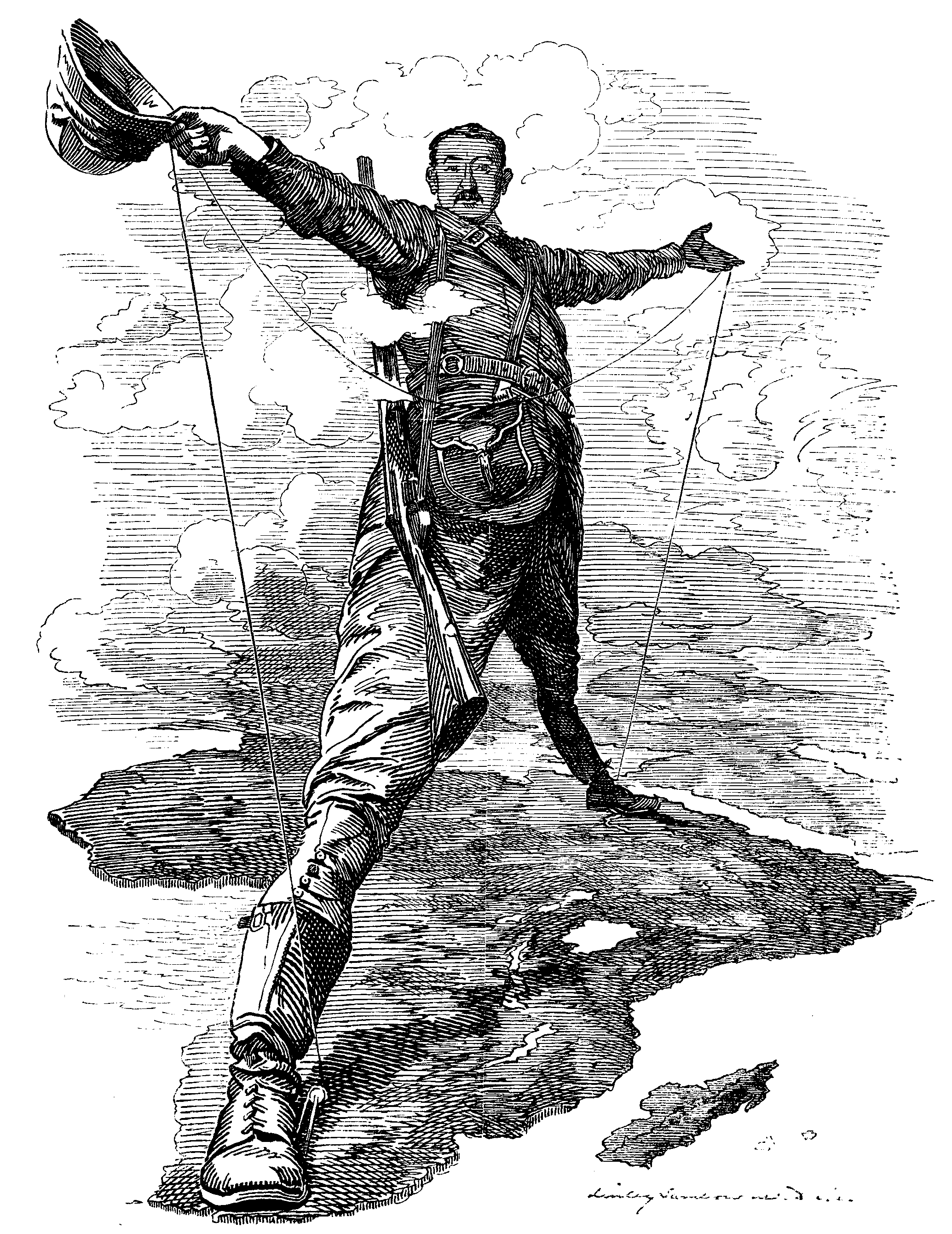
Brittiska politikern och affärsmannen Cecil Rhodes mål var brittiskt territorium från "Kapstaden till Kairo".

Under Victoria I:s regeringstid (1837–1901) gick Storbritannien genom en period av stilla framåtskridande i motsats till övriga Europa. Storbritanniens välstånd ökade och imperiet växte med nya kolonier i Afrika och Asien. Storbritanniens inflytande i världspolitiken under 1800-talet spelade ofta en avgörande roll för viktiga politiska händelser, som Greklands frigörelse 1829, liksom Belgiens upprättande som självständig stat. Frankrike och Storbritannien deltog på samma sida i Krimkriget 1854–1856 mot Ryssland. Indien blev efter sepoysupproret 1857 en brittisk kronkoloni under parlamentets överinseende, från att tidigare varit styrt av Brittiska ostindiska kompaniet. 
Proteströrelser och demonstrationer förekom även i Storbritannien under denna tid men syftade oftast till att påverka regeringen och parlamentet till reformer, snarare än att störta det politiska systemet. Parlaments betydelse ökade under 1800-talet, där politikerna William Evert Gladstone och Benjamin Disraeli, var två av de mest betydelsefulla. Många reformer gjordes inom statsförvaltningen och utbildningens områden. Den mest betydelsefulla reformen skedde 1867, då rösträtten vidgades till att omfatta en dryg tredjedel av landets vuxna manliga befolkning. Förbättrad individuell frihet och avvecklande av politiska och ekonomiska inskränkningar, bidrog till landets välståndsutveckling. Industrialismen fick ordentlig fart och Storbritannien blev under den här tiden världens verkstad. Järnvägen introducerades i de nordengelska kolgruvorna, för att därefter spridas över världen. Järnvägen bidrog till den snabba industrialiseringen, tillsammans med det expanderande finansväsendet. 
Under 1800-talet senare del bildade Storbritannien ett antal kolonier i Afrika, bland annat Rhodesia och Bechuanalandprotektoratet i söder till Egypten i norr. Medelhavet ökade i betydelse för Storbritannien på grund av Suezkanalens öppnande och vägen till Indien förkortades. För att säkerställa vägen till Indien ockuperades Egypten 1882. Andra boerkriget 1899–1902, resulterade i upprättandet av Sydafrikanska unionen. I Fashoda, Sudan 1898 sammanstötte Franska trupper med Brittiska trupper, något som resulterade i att Storbritannien fick en dominerande ställning i södra och östra Afrika.  
Se Brittiska imperiet, Viktoria av Storbritannien.

## 1900-talet

### Storbritannien fram till andra världskriget (1914–1939)

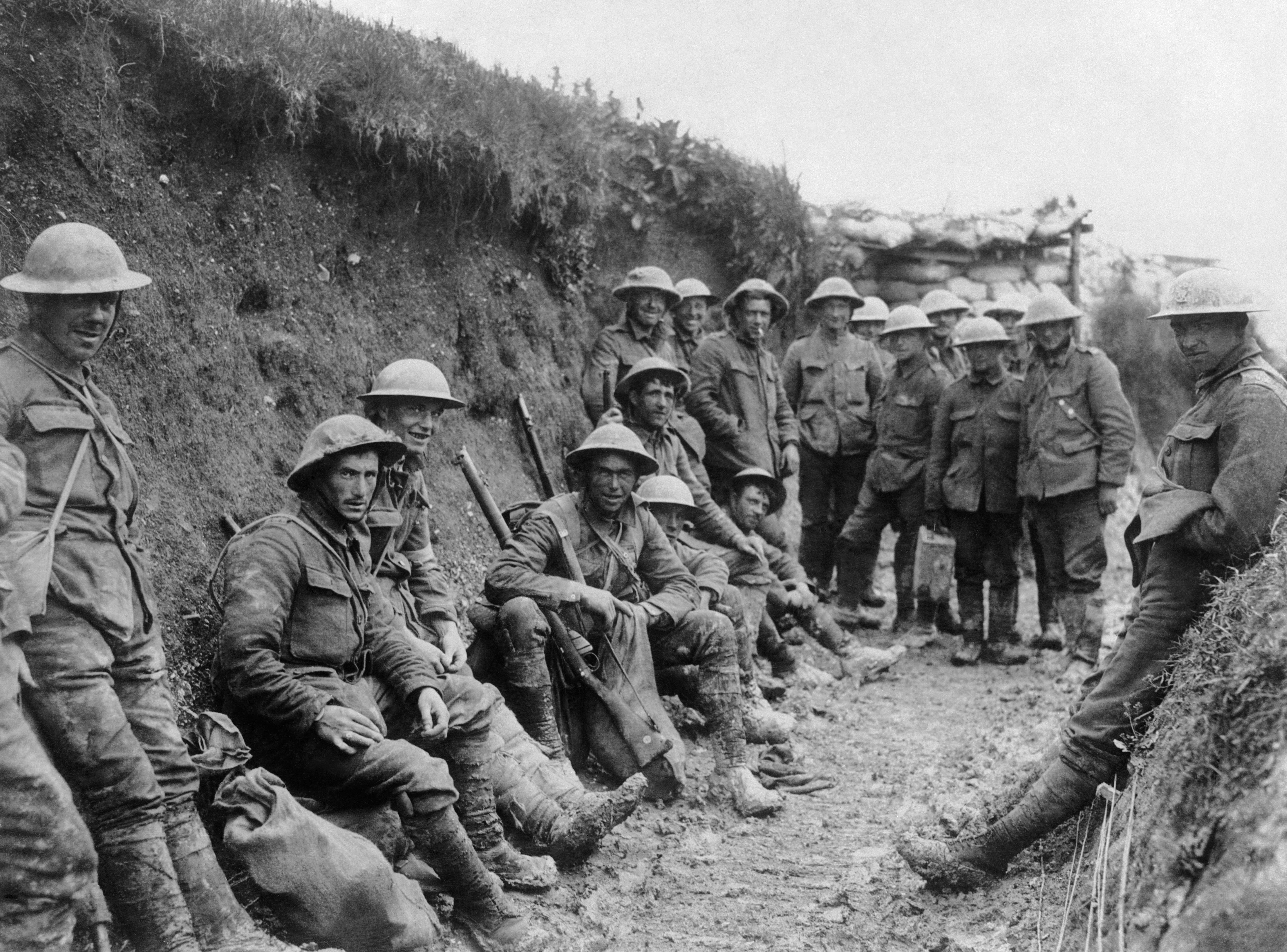
Brittiska soldater på västfronten juli 1916.

Viktorianska ideal och attityder levde kvar in på 1900-talet. Det som verkligen förändrade samhället var första världskrigets utbrott. Storbritannien led stora förluster vid fronten i Frankrike och genom ubåtskriget. Ekonomin försämrades. Från att varit den stora långivaren och kapitalgivaren i världen, blev landet själv en stor låntagare, då främst i USA. Armén var av hävd inte någon stor arbetsgivare i landet och den reguljära armén bestod av 247 432 soldater vid krigets utbrott. 1918 hade armén vuxit till omkring fem miljoner och bara Royal Air Force, som nyligen hade bildats som en sammanslagning mellan Royal Naval Air Service och Royal Flying Corps, var lika stor som hela armén hade varit före kriget. De nästan tre miljoner britter som stupade i kriget blev känt som en "förlorad generation". Efter kriget erhöll Storbritannien större delen av Tysklands kolonier i Afrika och Stilla Havet. Transjordanien och Irak blev mandatområden, från att varit Osmanska rikets områden.
De sociala reformerna från förra århundradet fortsatte med bildandet av labourpartiet år 1900. Labour hade ingen större framgång förrän valet 1922. David Lloyd George sa efter kriget att "nationen är i ett smält tillstånd" och hans bostadsreform 1919 ledde till billiga lägenheter så att folk kunde flytta ut ur innerstädernas slumområden. Slumområdena blev dock kvar i många år och spårvagnarna blev elektrifierade långt före många hus. 1918 infördes allmän rösträtt för både kvinnor och män, men inte förrän 1928 uppnåddes en jämlik rösträtt.

### Irlands frigörelse
På ön Irland beslutades att införa inre självstyre, ”home rule” strax innan första världskriget utbrott. Men på grund av kriget verkställdes aldrig beslutet och ett uppror utbröt i Dublin 1916, Påskupproret, som i förlängningen resulterade i Irlands frigörelse 1921 (större delen av ön, sånär som på sex grevskap i nordöst). 1919 deklarerades det självutnämnda parlamentet Dáil Éireann självständighet. Ett krig startade mellan brittiska trupper och irländska republikanska styrkor fram till 1921 då skrev under man Anglo-Irish Treaty som gjorde Irland till Irländska fristaten med samma ställning inom imperiet som Canada och Sydafrika (Dominions), innan Irland 1937 blev republik. Nordirland förblev även efter 1921–1922 fortsatt en del av Kungariket Storbritannien och 1927 blev det officiella namnet på Storbritannien United Kingdom of Great Britain and Northern Ireland.

### Den stora depressionen
Den kortlivade efterkrigsboomen vändes snart till en depression som drabbade stora delar av världen. Särskilt hårt drabbades norra England och Wales, där arbetslösheten nådde 70 % i några områden. En generalstrejk utlystes 1926 till stöd för gruvarbetarna och fallande löner. Men inte mycket förbättrades, nedgången fortsatte och strejken ses ofta som början på den långsamma nedgången för Storbritanniens kolindustri. 1936 marscherade 200 arbetslösa män från Jarrow till London för att visa hur dåligt tillståndet var i den brittiska industrin. Men Jarrowmarschen hade litet inflytande och det var inte förrän under det kommande kriget som industrin återhämtade sig. George Orwells bok The Road to Wigan Pier, ger en deprimerande bild av tidens vedermödor.

### Storbritannien under andra världskriget (1939–1945)

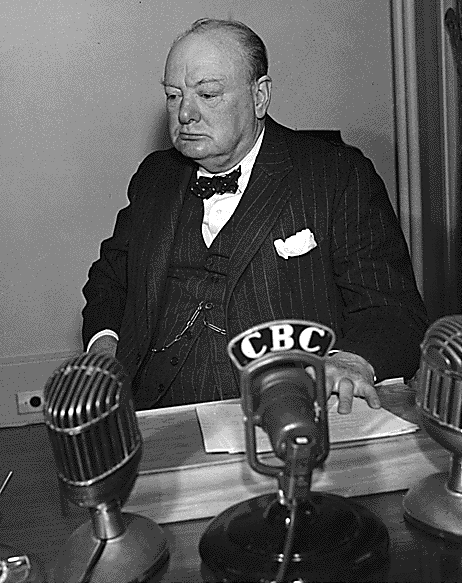
Winston Churchill i Québec 1944. Brittisk premiärminister 1940–1945 och 1951–1955.

Den 1 september 1939 inleddes andra världskriget med Nazitysklands angrepp på Polen. För Storbritannien inleddes andra världskriget 3 september klockan 11.00 1939, när Storbritannien tillsammans med sin allierade Frankrike förklarade krig mot Tyskland efter att Tyskland inte följt ultimatumet om att dra tillbaka sina trupper från polskt territorium. 
Tyskland inledde ett anfallskrig mot Västeuropa våren och sommaren 1940. Inom kort stod Frankrike besegrat och merparten av övriga kontinentaleuropa hamnade under tyskt herravälde. I samband med Frankrikes fall gick även Italien med i kriget på Tysklands sida och förklarade krig mot de allierade. Italienarna inledde bland annat en offensiv mot Storbritanniens besittningar i Nordafrika. Den nye brittiske premiärministern Winston Churchill fortsatte dock kampen efter Frankrikes fall och Storbritannien uthärdade ett tyskt luftkrig mot öarna. Under slaget om Storbritannien lyckades brittiska flygvapnet stå emot Tysklands flygvapen. Med hjälp av ny förbättrad radarteknik kunde det brittiska flygvapnet sätta in sina numerärt underlägsna flygplan vid de ställen de verkligen behövdes. 

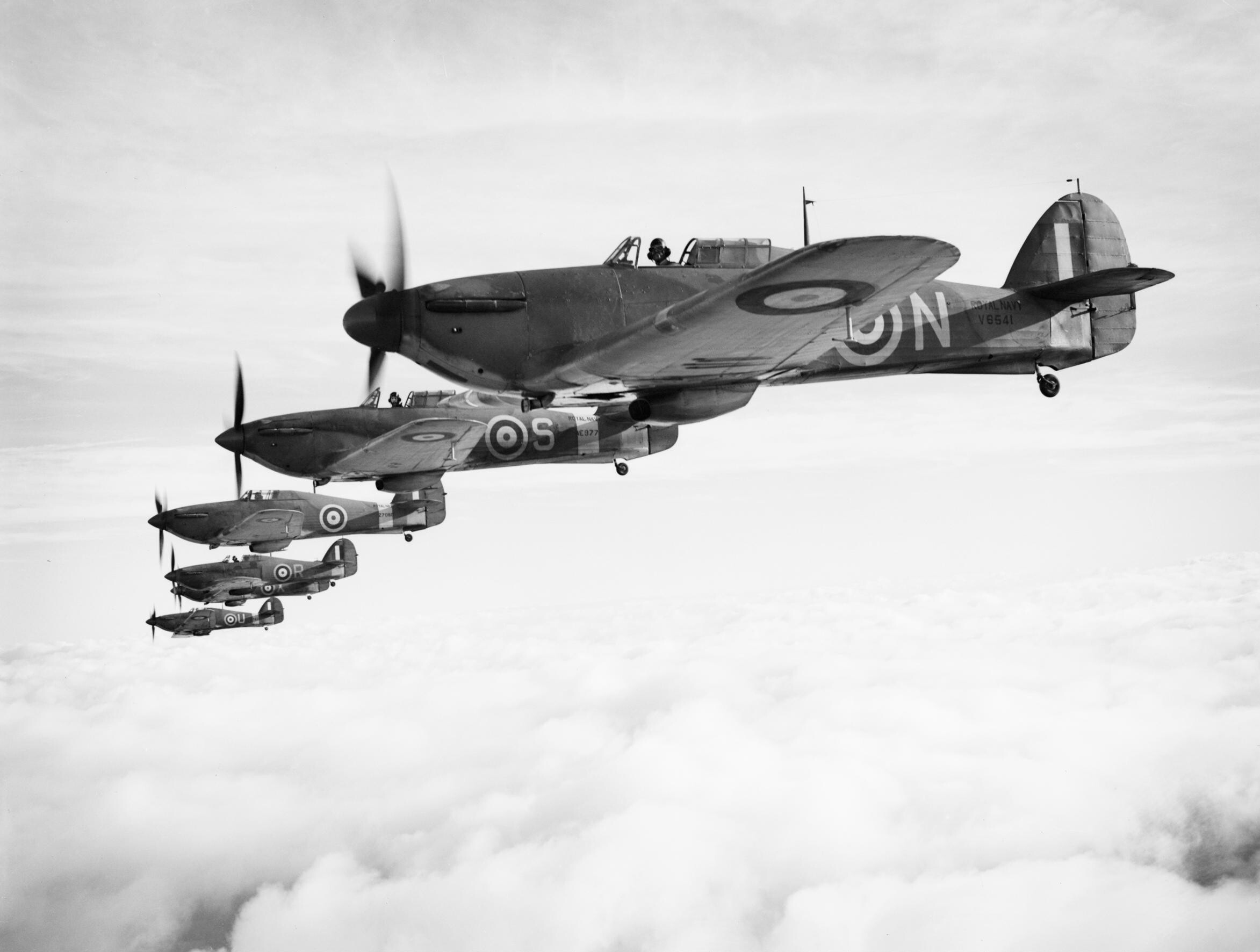
Sea Hurricane Mk. IB i formation i december 1941.

När Tyskland insåg att de inte skulle kunna invadera de brittiska öarna utan att ha krossat det brittiska flygvapnet inleddes ett ubåtskrig i Atlanten med mål att skära av Storbritanniens livsviktiga sjötransporter från sina allierade och sina kolonier. Målet var att tvinga Storbritannien att kapitulera på grund av brist på råvaror och livsmedel. Den 22 juni 1941 anföll Tyskland Sovjetunionen då Operation Barbarossa inleddes. Trycket lättade för Storbritannien, när Tyskland flyttade över flygplan och trupper till östfronten och kriget mot Sovjetunionen. Den 7 december 1941 anföll Japan den amerikanska flottbasen vid Pearl Harbor på Hawaii. Fyra dygn efter anfallet förklarade Tyskland och Italien krig mot USA. På detta sätt drogs även USA in i det andra världskriget på de allierades sida. Under våren 1942 genomförde Japan en snabb erövring av de Europeiska kolonierna i Sydostasien. Efter brittiska Singapores fall och Burmas erövring hotades även det Brittiska Indien att falla i Japans händer. 
En av vändpunkterna i andra världskriget var slaget vid el-Alamein i Egypten november 1942. Först då hejdade Storbritannien den tyska krigsmakten och varefter en återerövring påbörjades av Nordafrika. Storbritannien och dess allierade USA fortsatte efter Nordafrikas erövring, till Europa med invasion av Tysklands allierade, Italien. Vid invasionen av Normandie i Frankrike den 6 juni 1944, påbörjades återerövringen av västra Europa från Nazityskland tillsammans med USA och olika fristyrkor. Efter Sovjets erövring av Berlin och Adolf Hitlers död i april 1945 avslutades kriget i Europa med Tysklands kapitulation. I Stilla havsregionen fortsatte kriget för Storbritannien fram till Japans kapitulation 2 september 1945.        
Se andra världskriget, Slaget om Storbritannien och Dagen D.

## Storbritannien efter 1945
Före kriget hade Storbritannien med sitt jättelika kolonialimperium varit den ledande stormakten, men trots att landet tillhörde de ledande segrarmakterna hade kriget tärt hårt på dess resurser. Storbritannien blev i efterhand något av en förlorare, trots att landet var med och dikterade Tysklands kapitulationsvillkor tillsammans med USA och Sovjetunionen. De kommande decennierna avvecklades nästan hela kolonialväldet och eran som jordens mäktigaste stat var över. Kolonialväldets avvecklande började med Indiens självständighet 1947. 
I det första valet efter andra världskriget vann Clement Attlee och labourpartiet en jordskredsseger. De valdes tack vare sitt manifest om sociala rättvisor och vänsterfrågor, såsom bildandet av National Health Service och byggandet av billiga lägenheter, det senare inspirerade det svenska miljonprogrammet. Storbritannien var vid den här tiden mycket fattigt och var helt beroende av lån från USA för att återuppbygga sin skadade infrastruktur efter andra världskriget. Ransonering och värnplikt fortsatte efter kriget och landet drabbades av en av de värsta vintrar som har registrerats. Men moralen höjdes av händelser som prinsessan Elizabeths giftermål 1947 och Festival of Britain. 

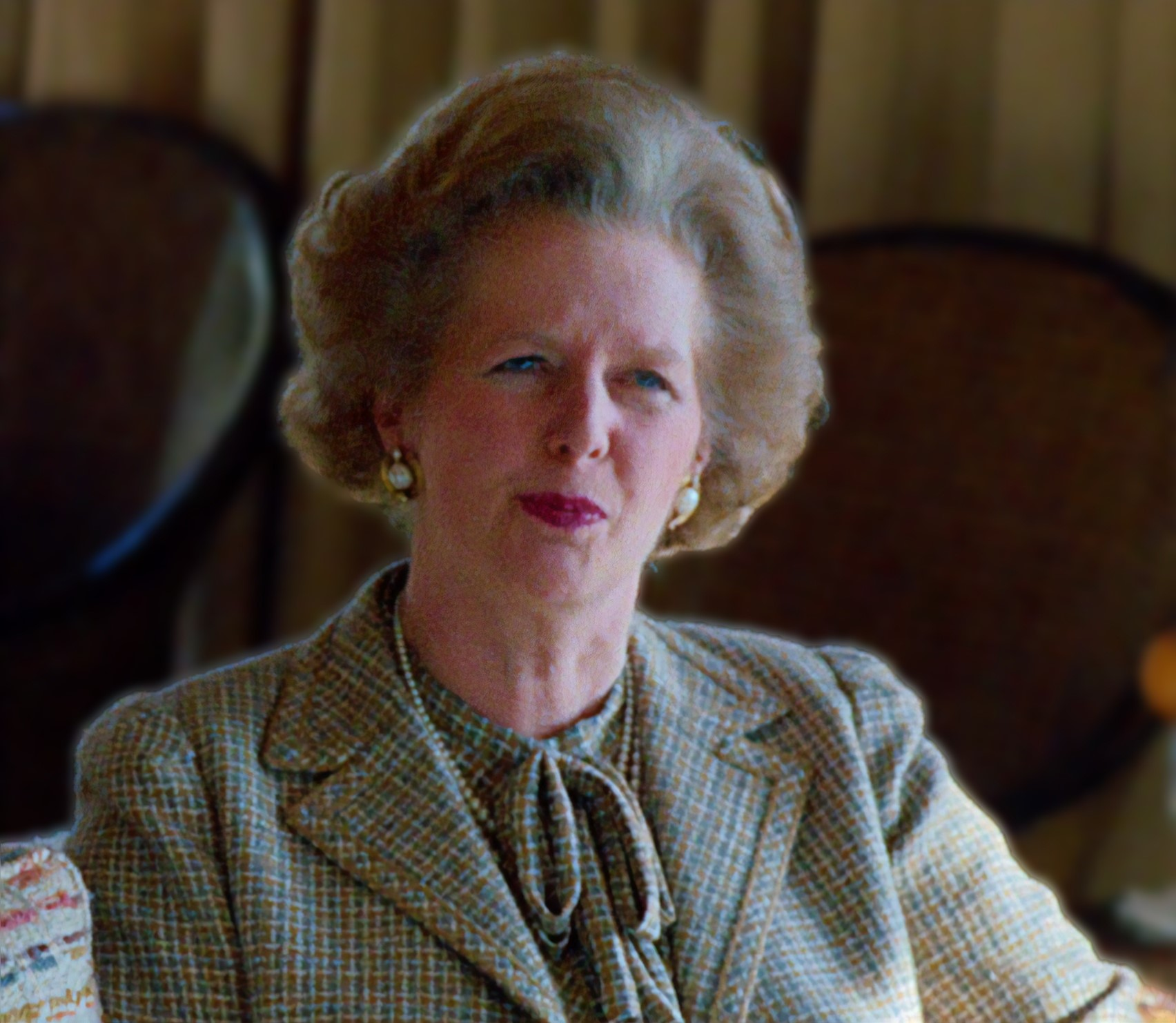
Margaret Thatcher var den första kvinna att inneha den brittiska premiärministerposten. Hon var premiärminister mellan 1979 och 1990. Bilden är från 1984.

### Avkolonisering
När landet gick in i 1950-talet fortsatte återuppbyggnaden och man bjöd in arbetare från de kvarvarande delarna av brittiska imperiet för att hjälpa till med arbetet. Vid Egyptens nationalisering av Suezkanalen 1956, där Storbritannien och Frankrike fortfarande hade intressen, intervenerade de båda länderna militärt och ockuperade kanalen. Efter påtryckningar från USA och Sovjetunionen drog de båda länderna tillbaka sina trupper. Suezkrisen visade tydligt att Storbritanniens hade förlorat sin stormaktsstatus samtidigt som ett närmare samarbete utvecklades med USA. Storbritannien hade nu förlorat sin plats som supermakt och kunde inte längre hålla samman sitt stora imperium. Detta ledde till avkolonisering och 1970 hade man dragit sig tillbaka från nästan alla kolonier. Många av kolonierna uppehöll ett visst samarbete med Storbritannien som medlemmar i Samväldet. 1950- och 1960-talen var dock årtionden med relativt hög tillväxt efter andra världskriget och man såg början till en modernisering av landet, till exempel med konstruktionen av landets första motorvägar.

### EG, kriser och Brexit
1973 gick Storbritannien med i Europeiska gemenskapen efter att tidigare ansökningar stoppats av de Gaulle. 1970-talet innebar allt mindre konsensus mellan de politiska blocken. Under vintern 1978–1979 kallad Winter of Discontent drabbades Storbritannien av en rad svårigheter med arbetslivskonflikter, strejker, hög arbetslöshet och en alltmer kollapsande offentlig service. Detta var också en tid med hög arbetslöshet då avindustrialiseringen innebar slutet för många av landets tillverkningsindustrier. Stora delar av den krisande industrin subventionerades och förstatligades. Premiärminister James Callaghan blev efter krisen vintern 1978–1979 ställd inför ett misstroendevotum med nyval som följd. 
I valet 1979 vann de konservativa och Margaret Thatcher blev ny premiärminister. Under Thatcher försvann fackföreningarnas stora inflytande genom flera hårda strider som Gruvarbetarstrejken 1984–1985. Den blev slutet för Storbritanniens kolgruvor på grund av Margaret Thatchers politik och upptäckandet av nordsjögasen. Thatcher, vars opinionssiffror sjunkit efter valet 1979, vann ökat stöd efter britternas seger i Falklandskriget 1982 och hjälpte de konservativa till seger i parlamentsvalet 1983.  Under 1980-talet utförde Irländska republikanska armén flera bombdåd som ett sätt att flytta Nordirlandsfrågan till Storbritannien. IRA utförde bland annat ett bombattentat mot Margaret Thatcher i Brighton 1984. 
1980-talet präglades av stora omstruktureringar men också en ekonomisk boom och stod som en kontrast till 1970-talet med sina allvarliga arbetsmarknads- och försörjningskriser. 1992 kom en recession som en följd av Black Wednesday 16 september 1992 då John Majors regering tvingades devalvera pundet. 
Resten av 1000-talet att inleda en period med ekonomisk tillväxt som har varat de senaste 15 åren. 1997 vann Labourpartiet valet med Tony Blair som premiärministerkandidat, och gjorde därmed slut på arton år av konservativt styre. Långfredagsavtalet innebar det som de flesta tror är slutet på konflikten i Nordirland. Sedan avtalet trädde i kraft har det varit väldigt lite väpnat våld i frågan. Tony Blair avgick som premiärminister 2007 och efterträddes av Gordon Brown. Vid valet 2010 vann de konservativa och David Cameron tillträdde som premiärminister. Under Camerons tid vid makten genomfördes 2014 en folkomröstning i Skottland om skotsk självständighet, där Nej-sidan till ett självständigt Skottland vann. David Cameron avgick som premiärminister efter att Ja-sidan till ett brittiskt utträde ur EU vunnit folkomröstningen om brittiskt EU-medlemskap 2016. Folkomröstningen ledde till att Theresa May blev premiärminister den 13 juli samma år.
I juli 2019 blev Boris Johnson  ny premiärminister i Storbritannien. Han tog över efter Theresa May, som avgick efter kritik mot hennes hantering av Brexit. I december 2019 säkrade Boris Johnsons Konservativa en majoritet i parlamentsvalet med 363 av 650 platser. Labour fick ett av partiets sämsta resultat någonsin.
Storbritannien lämnade EU vid midnatt den 31 januari 2020, när utträdesavtalet trädde i kraft. Den första februari 2020 lämnade  brittiska medlemmar Europaparlamentet   i samband med Brexit. Handels- och samarbetsavtalet undertecknades den 30 december 2020, tillämpades provisoriskt från den 1 januari 2021 och trädde i kraft den 1 maj 2021.
I juli 2022, avgick Storbritanniens premiärminister Boris Johnson som det konservativa Torypartiets partiledare. Han blev kvar som premiärminister till dess att en ny ledare för Torypartiet hade kunnat väljas. Liz Truss vann  Torypartiets partiledarval och blev Storbritanniens nya premiärminister i september 2022.
Storbritanniens drottning Elizabeth II avled på slottet Balmoral den 8 september, 2022.  Hon blev 96 år gammal och tjänade som landets drottning i 70 år. Sonen Charles blev nya kungen av Storbritannien Charles III.
Liz Truss avgick som premiärminister  efter 45 dagar på posten. Ingen premiärminister i Storbritanniens historia hade suttit kortare. I oktober 2022  efterträdde Rishi Sunak  Liz Truss som Storbritanniens premiärminister och Torypartiets ledare. Rishi Sunak blev Storbritanniens första premiärminister som är hindu. Sunak, 42, är också den yngsta brittiska premiärministern sedan  år 1812.
I juli 2024 blev Sir Keir Starmer  Storbritanniens nya premiärminister efter en överlägsen valseger med Labourpartiet. Han blev Storbritanniens 58:e premiärminister efter att Labour hade  gjort ett av sina bästa val någonsin.

### Fotnoter
1. 1 2 3 4 5 6  Fraser, Rebecca (2003). A People's History of Britain. Random House UK
2. ↑  Caspar Opitz (20 juni 2006). ”Vi vill bara ha rättvisa åt England”. Dagens nyheter. http://www.dn.se/nyheter/varlden/vi-vill-bara-ha-rattvisa-at-england/. Läst 18 februari 2017.
3. ↑  ”Theresa May blir Storbritanniens nya premiärminister på onsdag” (på svenska). svenska.yle.fi. https://svenska.yle.fi/artikel/2016/07/11/theresa-may-blir-storbritanniens-nya-premiarminister-pa-onsdag. Läst 31 augusti 2021.
4. ↑  ”Stor valseger för Boris Johnsons konservativa”. www.varldenidag.se. https://www.varldenidag.se/nyheter/stor-valseger-for-boris-johnsons-konservativa/repslm!n0wlv9CA2HRPVEaHWm84vw/. Läst 21 augusti 2021.
5. ↑  ”Storbritanniens utträde”. www.consilium.europa.eu. Arkiverad från originalet den 12 juli 2021. https://web.archive.org/web/20210712061752/https://www.consilium.europa.eu/sv/policies/eu-uk-after-referendum/. Läst 22 augusti 2021.
6. ↑  [/www.europarl.europa.eu/resources/library/images/20200128PHT71214/2020012 ”/www.europarl.europa.eu/resources/library/images/20200128PHT71214/2020012”]. /www.europarl.europa.eu/resources/library/images/20200128PHT71214/2020012. Läst /www.europarl.europa.eu/resources/library/images/20200128PHT71214/2020012.
7. ↑  ”https://ec.europa.eu/info/strategy/relations-non-eu-countries/relations-united-kingdom/eu-uk-trade-and-cooperation-agreement_sv”. https://ec.europa.eu/info/strategy/relations-non-eu-countries/relations-united-kingdom/eu-uk-trade-and-cooperation-agreement_sv. Läst https://ec.europa.eu/info/strategy/relations-non-eu-countries/relations-united-kingdom/eu-uk-trade-and-cooperation-agreement_sv.
8. ↑  Martorell, Jenny (7 juli 2022). ”Boris Johnson avgår”. SVT Nyheter. https://www.svt.se/nyheter/utrikes/nytillsatta-finansministern-ber-boris-johnsson-att-avga. Läst 16 september 2022.
9. ↑  ”Liz Truss blir Storbritanniens nästa premiärminister”. svenska.yle.fi. https://svenska.yle.fi/a/7-10020334. Läst 16 september 2022.
10. ↑  Oscarsson, Tea (8 september 2022). ”Drottning Elizabeth II är död – blev 96 år”. Svenska Dagbladet. ISSN 1101-2412. https://www.svd.se/a/5B0zoe/drottning-elizabeth-ii-ar-dod-blev-96-ar. Läst 16 september 2022.
11. ↑  ”Liz Truss avgår som premiärminister – efter bara sex veckor”. Aftonbladet. https://www.aftonbladet.se/a/BWWnXQ. Läst 25 oktober 2022.
12. ↑  ”Rishi Sunak blir Storbritanniens nästa premiärminister – tillträder formellt på tisdag”. svenska.yle.fi. https://svenska.yle.fi/a/7-10022084. Läst 25 oktober 2022.
13. ↑  ”Vem är Keir Starmer?”. SVT Nyheter. 3 juli 2024. https://www.svt.se/nyheter/utrikes/vem-ar-keir-starmer-y6p6cv. Läst 17 juli 2024.